# Darvas Ferenc (gyógyszerész)
Darvas Ferenc, születési és 1894-ig használt nevén Deutsch Ferenc (Pusztaszentmargita, 1883. február 20. – Budapest, Erzsébetváros, 1934. április 28.) magyar gyógyszerész, gazdasági főtanácsos, szakíró.

## Életpályája
Deutsch Soma és Klein Aurélia (1850–1905) fiaként született zsidó családban. Középiskolai tanulmányait a Miskolci Református Főgimnáziumban végezte. 1907-ben a Budapesti Tudományegyetemen szerzett előbb gyógyszerészi, majd 1911-ben gyógyszerészdoktori oklevelet. 1906-tól kezdve a budapesti gyógyszerészgyakornoki tanfolyam asszisztenseként, majd 1910 és 1919 között tanársegédjeként működött. Az első világháború kitörésétől harctéri szolgálatot teljesített: elnyerte a koronás arany érdemkeresztet és két Signum Laudis kitüntetést. 1918-ban megalapította a Herba című szaklapot, amelynek felelős szerkesztője volt. 1919-ben, a Tanácsköztársaság alatt a Gyógyszerészi Főiskola igazgatója volt. Ezután 1920-tól 1924-ig ő vezette a Földművelésügyi Minisztérium Gyógy- és Ipari Növény Irodáját. Miután a Herba című szaklapja 1924-ben megszűnt, Darvas szerkesztette – többek között – a Kertészeti Lapokat és a Gyógyszerészi Kézikönyvtárt. A szaklapokban több gyógyszerészeti, botanikai, gyógynövényismereti dolgozatot publikált. Halálát cukorbaj okozta.

### Családja
Felesége Scheer Margit (1886–1950) volt, Scheer Mór és Bermann Anna lánya, akivel 1908. október 6-án Budapesten kötött házasságot. 1914. március 14-én kikeresztelkedtek a római katolikus vallásra.

## Fontosabb művei
- Vizeletvizsgálat a gyógyszertárban. Gyógyszerészi Hetilap, 1909. 164.
- A hydropyrinről. Gyógyszerészdoktori értekezés. Budapest, 1911
- A ricinus termesztése. Gyógyszerészi Értesítő, 1917. 221–226. o.,
- Gyógy- és vegyipari növények termesztése. Dr. Augustin Bélával. Budapest, 1923
- Hazai gyógynövényeink. I-II. Dr. Magyary-Kossa Gyulával. Budapest, 1926